# シルス・ブローチャ
シルス・ブローチャ（ヒンディー語: साइरस ब्रोचा、英語: Cyrus Broacha、1971年8月7日 - ）はインド出身のコメディアン、俳優、作家。現在

## 経歴
1971年8月7日、ブローチャはゾロアスター教信者を意味するパールシーの父と、カトリックの母の元に生まれる。5歳の時、学校の遊戯会で「裸の王様」に出演したことをキッカケに俳優に興味を持つようになる。よく学校で出版されている雑誌へ執筆することが多かったという。英語も堪能である。
12歳の時に、インド映画に初の主演を務め、翌年には舞台女優のパール・パダムシーの下で下積み時代を送り始めた。

### The Week That Wasn't on CNN-IBNにて
2006年、インドの英語専門チャンネルCNN-IBNで現在も放送されているパロディ・ニュース番組『The Week That Wasn't on CNN-IBN』の司会、監督にはブローチャの友人が務めることとなった。

## 人物
写真家の妻がおり、間には一男一女を儲けている。